# تیراندازی ۲۰۱۸ استراسبورگ
یک تیراندازی در ۱۱ دسامبر ۲۰۱۸ در شهر استراسبورگ در نزدیکی بازار کریسمس این شهر حدود ساعت ۷ و ۵۰ دقیقه شب رخ داد که در نتیجه آن ۳ تن کشته و ۱۳ تن دیگر زخمی شدند. حمله‌کننده یک مرد ۲۹ ساله با نام «شریف شکات» و زاده شهر استراسبورگ بود.

## زمینه
از سال ۲۰۱۵ (میلادی) فرانسه در معرض تهدید تروریستی قرار گرفته‌است که طی سه سال به چندین حملات رسیده‌است که آخرین آن در ماه مه در پاریس رخ داده‌است.
در گذشته نیز بازار کریسمس در استراسبورگ چندین بار تهدید به حمله شده بود. نمونه آن برنامه‌ریزی به حمله از سوی القاعده در سال ۲۰۰۰ (میلادی) بود.

## جزئیات
حمله حدود در ۱۱ دسامبر ۲۰۱۸ ساعت ۸ شب به وقت محلی در نزدیکی بازار کریسمس شهر استراسبورگ به وقوع پیوست و حمله کننده با نام شریف شکات که چاقو و یک اسلحه گرم به همراه داشت دست به تیراندازی زد به سمت مردم کرد. حمله کننده در همان شب دوبار با پلیس روبرو شده بود، اما توانست از دست مأموران فرار کند. یک راننده تاکسی که شب حادثه وی را سوار کرده بود، گفته بود پای چپ وی زخمی شده بوده‌است. دولت فرانسه صدها مأمور را برای یافتن وی بسیج کرد. قربانیان وی یک مرد با تبار افغان به نام کمال نقشبند، یک کارمند بازنشسته ۶۷ ساله بانک و یک گردشگر تایلندی بوده‌است.

## شریف شکات
شریف شکات از سوی دستگاه امنیتی فرانسه به عنوان افراطی شناخته شده بود و در «فهرست اس» که به عنوان بالاترین هشدار برای امنیت فرانسه است، قرار داشت. او ۲۷ سابقه کیفری از جمله دزدی در فرانسه، آلمان و سوئیس داشت. همچنین مدت زیادی را نیز در زندان گذرانده و در زمان حبس به اسلامگرایان تندرو پیوسته بود.
مأموران پلیس در بامداد ۱۱ دسامبر از منزل وی یک نارنجک یافته بودند. شریف شکات دو روز بعد در ۱۳ دسامبر بدست نیروهای پلیس کشته شد. مأموران امنیتی در ۱۳ دسامبر ۲۰۱۸ به یک شخصی مشکوک شده و وی را متوقف کردند. اما وی دست به تیراندازی به سمت مأموران پلیس زد و پلیس او را کشت.

## واکنش‌ها

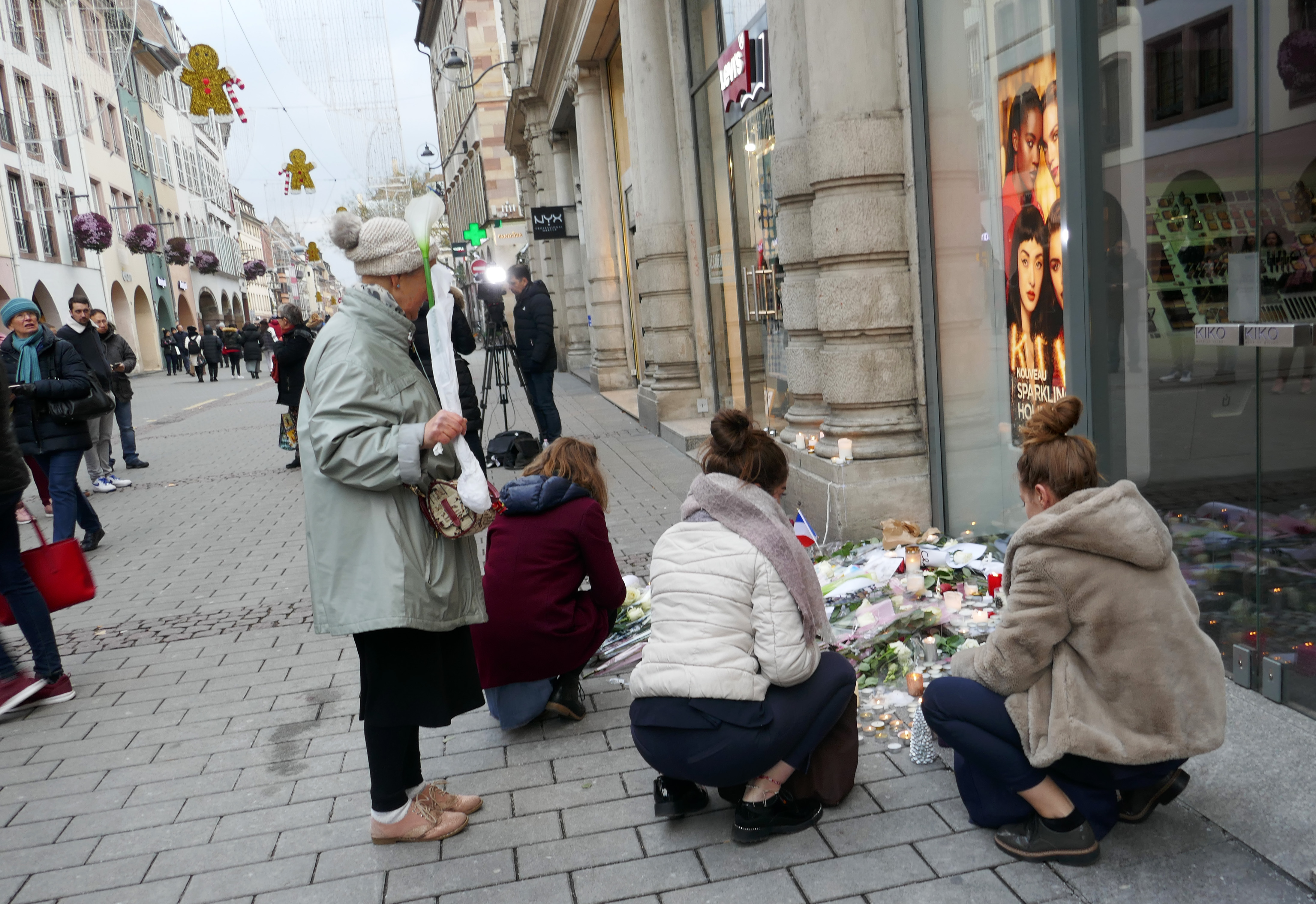
ادای احترام به قربانیان تیراندازی ۲۰۱۸ استراسبورگ

کریستف کاستانر، وزیر کشور فرانسه اعلام کرد که خود را به محل حمله می‌رساند. امانوئل مکرون رئیس‌جمهور فرانسه نشست خود با اعضای پارلمانی حزبش را متوقف کرد. آلمان پس از این حمله، نیروهای امنیتی خود را به در نزدیکی مرز با فرانسه فرستاد و قطارهای بین شهری در این منطقه به حال تعلیق درآمدند.
برخی از نظریه پردازان توطئه و اعضای جنبش جلیقه‌زردها در رسانه‌های اجتماعی این حمله را توطئه‌ای از رئیس‌جمهور فرانسه برای منحرف ساختن توجهات از اعتراضات جنبش اعلام کردند. این ادعا توسط کابینه دولت فرانسه رد شد و این ادعاها را «انزجار کننده» نامیدند.